# 3287 Olmstead
3287 Olmstead è un asteroide areosecante. Scoperto nel 1981, presenta un'orbita caratterizzata da un semiasse maggiore pari a 2,3661098 UA e da un'eccentricità di 0,3005655, inclinata di 12,07837° rispetto all'eclittica.
L'asteroide è dedicato a C. Michelle Olmstead, ricercatrice statunitense e assistente all'osservatorio Lowell.